# Igor Korneljoek
Igor Jevgenjevitsj Korneljoek (Russisch: Игорь Евгеньевич Корнелюк; Brest, Wit-Rusland, 16 november 1962) is een Russisch muzikant, zanger en componist. 

## Biografie
Igor Korneljoek begon muziek te leren in de plaatselijke muziekschool van Brest toen hij 6 jaar oud was. Toen hij 12 was speelde hij keyboards in het ensemble van het Paleis voor Danscultuur in Brest.  
In 1978 verhuisde Igor Korneljoek naar Leningrad om er te studeren aan de Muziekschool van het Nikolaj Rimsky-Korsakov Conservatorium. Hij studeerde daar af in 1982, en begon de richting Compositieleer te volgen aan hetzelfde instituut. Daar behaalde hij zijn diploma in 1987. Terwijl hij nog student was werkte hij als dirigent en componist voor het theater Boeff in Leningrad. 
Zijn professionele loopbaan begon in 1988, toen hij de finale bereikte van de televisieshow Lied van het jaar met zijn nummer Biljet na Baljet (Kaartje voor het ballet).
Igor Korneljoek schreef meer dan 200 populaire liedjes, waarvan er veel werden opgenomen door populaire Russische zangers als Michail Bojarskij, Anne Veski, Edita Piecha en Philipp Kirkorov, en hij schreef de soundtracks voor enkele van de meest succesvolle Russische films en tv-reeksen, waarvan de meeste geregisseerd werden door Vladimir Bortko: Gangsters van Petersburg, De Idioot, De meester en Margarita en Taras Boelba.

## Discografie
- 1988 – Biljet na Baljet (Kaartje voor het ballet)
- 1990 – Podozjdi (Wacht)
- 1994 – Ja ne mogoe tak zjit (Zo kan ik niet leven)
- 1994 – Moj ljoebimyje pesni (Mijn lievelingsliedjes)
- 1998 – Privjet, a eto Korneljoek! (Hallo, hier is Korneljoek!)
- 2003 – Banditskij Peterboerg (Gangsters van Petersburg - soundtrack)
- 2010 – Pesni iz kino (Liedjes uit de film)
- 2010 – Taras Boelba (Taras Boelba - soundtrack)
- 2010 – Master i Margarita (De meester en Margarita - soundtrack)